# Dorysthenes rostratus
Dorysthenes rostratus là một loài bọ cánh cứng trong họ Cerambycidae.